# Turrican II: The Final Fight
Turrican II: The Final Fight è un videogioco a piattaforme e sparatutto multidirezionale pubblicato nel 1991 da Rainbow Arts, seguito di Turrican.
Fu progettato principalmente da Manfred Trenz e sviluppato dalla Rainbow Arts per Commodore 64; come per il primo titolo della serie, Factor 5 sviluppò le conversioni per Amiga (che sebbene non fosse la versione di origine, arrivò sul mercato prima di quella per C64) e per Atari ST; conversioni per Amstrad CPC e ZX Spectrum furono sviluppate nel Regno Unito dalla Enigma Variations. Nel 1992 uscì anche per Commodore CDTV e, nel 1995, su CD-ROM per MS-DOS.
Turrican II fu un grande successo di critica. Secondo la rivista Retro Gamer è uno dei giochi distintivi dei primi anni '90.
Nel 1992 uscì Universal Soldier per Game Boy e Mega Drive, che è in pratica una versione di Turrican II molto modificata, per essere a tema con il film I nuovi eroi.
Nel 1993 uscì Super Turrican per NES, parzialmente basato sui livelli di Turrican II.
Il seguito effettivo è Turrican 3 o Mega Turrican, uscito solo per Amiga e Mega Drive.

## Trama
In gran parte delle versioni (tranne Amstrad e Spectrum) l'antefatto è raccontato da una sequenza introduttiva fatta di immagini statiche e testo in inglese.
La storia parla di un'astronave terrestre, la Avalon 1, che cercando di superare il limite della galassia viene abbordata dall'enorme nave aliena dell'imperatore conosciuto come "The Machine", metà umanoide e metà robot. Dopo uno scontro tra l'equipaggio della Avalon 1 e gli incursori, l'unico terrestre rimasto in vita è Bren McGuire. The Machine in persona, giunto a esaminare la propria vittoria, lo calpesta senza accorgersi che è ancora vivo. Dopo che i nemici se ne sono andati, Bren nella stanza degli armamenti trova la nuova versione dell'armatura da battaglia Turrican e indossandola giura vendetta.
Secondo il manuale originale l'eroe si batte per la liberazione del pianeta Landorin, che è stato conquistato dalle forze di The Machine.
Il combattimento finale nel gioco sarà proprio contro The Machine in versione gigantesca.

## Modalità di gioco
Il concetto del gioco è molto simile a quello del primo Turrican, ma con ampi miglioramenti estetici e importanti aggiunte. Si controlla l'eroe in armatura futuristica attraverso scenari bidimensionali a piattaforme a scorrimento multidirezionale, in alcuni casi con effetto di parallasse sullo sfondo. I livelli sono molto grandi e spesso non lineari, permettendo di esplorare diversi percorsi per raggiungere l'uscita. L'intera area di gioco è grande come 1500 schermi.
Normalmente l'eroe può correre a destra e sinistra, saltare, abbassarsi, e attaccare in diversi modi. Deve combattere una varietà di nemici di natura robotica o a volte biologica.
I nemici distrutti possono lasciare power-up, tra cui potenziamenti delle armi. Ci sono poi diversi blocchi invisibili da scoprire e colpire per ottenere altri bonus.
Si perde una vita in caso di esaurimento dell'energia, esaurimento del tempo o caduta in eventuali precipizi senza fondo.
Il gioco si svolge in cinque mondi con stili grafici differenti, ciascuno diviso in 2-3 livelli. Il primo mondo è ambientato in un deserto roccioso con rovine, il secondo nelle caverne, il terzo e il quarto dentro strutture tecnologiche, il quinto in una base con richiami ad Alien e infine in una struttura verticale da risalire. Alla fine di ciascun mondo si affrontano boss, di dimensioni notevoli. C'è la possibilità di continuare la partita dal livello raggiunto, ma solo se è stato raccolto un numero sufficiente di diamanti.
Soltanto nel terzo dei mondi, anziché l'uomo in armatura si pilota un'astronave, in un puro sparatutto a scorrimento continuo, in orizzontale oppure variabile a seconda del livello. Le varie fasi in astronave hanno somiglianze con Z-Out, Thunder Force III o Air Buster; c'è inoltre un piccolo omaggio a Katakis.
Nell'ultimo livello il personaggio vola in jet pack; tale caratteristica non è stata però mantenuta nelle versioni a 16 bit. In un'altra sezione l'eroe fluttua sott'acqua.

### Armi
Si ha a disposizione una varietà di armi, con potenza molto aumentata rispetto al primo Turrican.
L'arma in dotazione inizialmente spara un colpo singolo in orizzontale, potenziabile a 3 e 5 colpi a ventaglio. Tenendo premuto il pulsante di fuoco, l'arma diventa un getto continuo orientabile in tutte le direzioni a 180°, ma il personaggio non può spostarsi nel frattempo.
Con i power-up l'arma base può essere rimpiazzata da laser, più penetrante, o da proiettili rimbalzanti, che si dividono in altri proiettili più piccoli al contatto con un nemico o con una parete; almeno in versione Amiga c'è anche un potente cannone al plasma.
Un'altra modalità di attacco è il "giroscopio": il personaggio si trasforma in una ruota uncinata veloce e invincibile, che si può muovere solo a destra e sinistra e distrugge i nemici toccandoli. Lungo il suo percorso può anche posare delle mine, che esplodono poco dopo. Essendo piccolo, il giroscopio può essere sfruttato per attraversare passaggi stretti. Mentre nel primo Turrican una trasformazione simile era possibile ma limitata, in Turrican II può essere usata a volontà.
In quantità limitata, si possono sparare le "linee di energia", due barriere verticali che partono dal personaggio e si muovono verso i lati, colpendo tutti i nemici.
Un'altra super arma, utilizzabile solo una volta per ogni vita, causa temporanea devastazione su tutto lo schermo, trasformando il personaggio in un giroscopio che rimbalza in ogni direzione e spara ogni genere di armi.

## Colonna sonora
Le versioni a 16 bit (Amiga, ST, CDTV, DOS) sono dotate di accompagnamento musicale in tutto il gioco, mentre quelle a 8 bit solo nell'introduzione.
La colonna sonora della versione Amiga è composta da Chris Hülsbeck e comprende:
- Introduzione
  - The Final Fight
- Mondo 1
  - The Desert Rocks
  - Traps
  - Hi Gi Joe!
  - Space Patrol
  - Warhead
- Mondo 2
  - Secret Dungeons
  - The Great Bath
  - Metal Stars
  - Check the Gripper
  - Rock 'n' Roll Balance
  - Quickdrive to Hell
- Mondo 3
  - Concerto for Laser and Enemies
  - Unidirectional Fight
  - Powerslide
  - Take a Look
  - Go for the Gunhed
  - Hypercycle Drive
- Mondo 4
  - The Wall
  - Mr. Walker and His Factory
  - Dragonfight
- Mondo 5
  - The Final Challenge
  - Go for the Nuke!
  - YEEAAH, Done It!
  - Danger Ahead
  - Look Behind You
  - Alien Squeeze
- Hi-score
  - The Hero
- Sequenza finale
  - Freedom

Questa è una delle più celebri colonne sonore di Hülsbeck, il quale ha dichiarato che per lui ha un posto d'onore nei suoi ricordi trentennali di compositore per videogiochi. Nel 2016, 25º anniversario dell'uscita del gioco, Hülsbeck produsse tramite campagna Kickstarter l'album Turrican II – The Orchestral album, contenente molti dei suddetti brani riarrangiati per orchestra ed eseguiti dalla FILMharmonic Orchestra di Praga.
Versioni non orchestrali erano già state pubblicate, insieme alle colonne sonore degli altri giochi della serie Turrican, in Turrican Soundtrack Anthology.

## Accoglienza
Dopo il successo di Turrican, uscito meno di un anno prima, le aspettative sul seguito erano alte. A una fiera di computer di Colonia vennero distribuite 900 copie del demo di Turrican II, ma più gente del previsto corse ad accaparrarsele, tanto che nella confusione ci furono due feriti lievi.
Turrican II è comunemente considerato l'apice della serie di Turrican. Vengono apprezzati i suoi enormi livelli esplorabili, mentre successivamente la serie, spostandosi verso il mercato delle console, tendeva a proporre livelli più lineari in stile arcade.
All'epoca della sua uscita fu un grande successo di critica su tutte le piattaforme, con molti giudizi attorno al 90%, tra i quali una "medaglia d'oro" della rivista Zzap! e un 10/10 di 64'er (versione Commodore 64).
Nell'estate del 1991 Computer+Videogiochi lo considerò il miglior sparatutto dell'anno in corso (versioni C64 e Amiga), lodandone soprattutto la grande varietà di situazioni. Power Play lo nominò miglior gioco d'azione dell'anno (Amiga, ST, C64).
Fa eccezione la versione MS-DOS, uscita quattro anni dopo, che ricevette accoglienza ordinaria, potendo apparire antiquata nonostante gli aggiornamenti grafici in video VGA, che già era superato.
In retrospettiva, la rivista Retro Gamer considera Turrican II il 13° miglior gioco in assoluto per Commodore 64 e l'8° miglior gioco per Amiga 500. Nel 2004, nella classifica dei lettori di Retro Gamer dei migliori giochi per qualsiasi piattaforma, si piazzò al 76º posto, mentre il primo Turrican arrivò al 100°.
Nella classifica dei lettori di Commodore Format dei giochi per Commodore 64 (novembre 1994) arrivò 10°.